# بیورن دهلی
بیورن دَهلی (به نروژی: Bjørn Dæhlie) ورزشکار مرد رشتهٔ اسکی صحرانوردی اهل کشور نروژ است. وی در بین سال‌های ‎۱۹۹۲ تا ۱۹۹۸ میلادی در مسابقات بازی‌های المپیک زمستانی در مجموع ۱۲ مدال، شامل ۸ مدال طلا و ۴ نقره را کسب کرد.